# パク・ヒョシン
パク・ヒョシン（박효신、1981年9月1日 - ）は、大韓民国のシンガーソングライター、ミュージカル俳優。ソウル特別市出身、慶煕大学ポストモダン音楽学卒業。身長178cm、体重65kg。プロフィールの生年月日が12月1日と表記されているが、正しい誕生日は9月1日である。

## 略歴
デビュー前の高校生時代から実力派としてさまざまな歌謡祭で優勝を飾る。1999年、1stアルバム『してあげられないこと』で歌手デビュー。
2004年、中島美嘉の名曲である『雪の華』のカバー『눈의 꽃』がドラマ『ごめん、愛してる』の主題歌となり、ドラマとともに大ヒットした。
2010年12月に入隊し、2012年9月に除隊すると、同年12月には2日間の単独コンサート「WAR IS OVER」を開催した。
2013年、韓国再演となるミュージカル『エリザベート』のトート役で俳優デビューした。
2014年、3月に『野生花』、11月に『HAPPY TOGETHER』をリリース後、12月には全国ツアー「Happy Togerther」を行った。
2015年、忠武アートホール大劇場にて世界初演から24年を経過して韓国初演となるミュージカル『ファントム』に主人公であるファントム（エリック）役として、リュ・ジョンハン、パク・ヒョシンとKAIがキャスティングされた。
2016年6月、「2016パク・ヒョシン・ファンクラブSOULTREE PLANTING DAY “THE CABIN”」を開催（蚕室室内体育館）。8月には、2008年から所属していたJellyfishエンターテインメントからGLOVEエンターテインメントに移籍すると、10月には単独コンサート「I AM A DREAMER」を開催（蚕室室内体育館）。また、およそ7年ぶりに地上波の音楽番組『ユ・ヒヨルのスケッチブック』に出演。同番組で初の月間特集の単独ゲストとなった。
2017年、ドナルド・トランプ米大統領の訪韓祝賀公演ステージをKBS交響楽団、演奏者チョン・ジェイル、国楽家ユ・テピョンヤンと飾り、『野生花』等を熱唱した。
2022年頃より所属事務所GLOVEエンターテインメントとギャラの問題で対立していると報じられていたが、2024年現在はHerbigharo所属となっている。

## 楽曲・アルバム
- 2000年1月24日 1stアルバム『してあげられないこと』
- 2001年1月1日 2ndアルバム『Second Story』
- 2002年9月13日 3rdアルバム『Time Honored Voice』
- 2003年10月31日『Park Hyo Shin Best』(Voice=2003-1999)
- 2004年11月15日『雪の華』(『ごめん、愛してる』OST)
- 2004年4月19日 4thアルバム『Soul Tree』
- 2005年6月2日『Neo Classicism』
- 2005年12月22日『Next Destination New York』(Live Concert)
- 2007年1月29日 5thアルバム『The Breeze Of Sea』
- 2008年6月10日『花信』(『一枝梅』OST)
- 2008年11月20日『Hwang Project Vol.1-Welcome To The Fantastic World』
- 2009年4月21日『The Gold』
- 2009年9月15日 6thアルバム『Gift Part.1』
- 2010年4月1日『ギョンヒを僕の胸に』(『慶煕大学校ポストモダン科』記念アルバム)
- 2010年8月23日『君を愛する』(『ATHENA -アテナ-』OST)
- 2010年9月13日『さよなら愛』
- 2010年12月6日『Jelly Christmas』
- 2010年12月13日 6thアルバム『Gift Part.2』
- 2012年2月1日『僕を越える』(陸軍将兵歌謡)
- 2012年3月22日『GIFT E.C.H.O』
- 2012年12月6日『Jelly Christmas 2012 HEART PROJECT』
- 2013年11月12日『It’s You』(『未来の選択』OST) Part4)
- 2013年12月10日『Jelly Christmas 2013 冬の告白』
- 2014年3月28日『野生花』
- 2014年11月24日『Happy Together』
- 2015年4月6日『Shine Your Light』
- 2016年6月1日 『The Gold』(Original Recording Remastered)
- 2016年10月3日 7thアルバム『I AM A DREAMER』
- 2018年4月30日『別時』
- 2018年1月1日『冬音』
- 2018年7月8日『The Day (『ミスター・サンシャイン』OST Part1)
- 2018年9月15日『THE MAN WHO LAUGHS 』（『 ミュージカル　笑う男』より）
- 2019年3月10日『風が吹くね』(ルノーサムスン自動車コマーシャル曲)
- 2019年5月6日『Goodbye』
- 2019年6月29日『戀人』

## ミュージカル
- エリザベート　(トート役) 2013年
- モーツァルト!　(ヴォルフガング役) 2014年
- ファントム　(ファントム / エリック役) 2015年＆2016年

2015年　※リュ・ジョンハンとKAIも同役
2016年　※パク・ウンテとチョドンソクと同役
- 笑う男　(グウィンプレン役) 2018年

## 主な受賞歴
- 2000年 大韓民国映像レコード大賞 デジタル・イェップ新人歌手賞
- 2000年 インターネット・ミュージックアワード 新人賞部門1位
- 2000年 第15回ゴールデンディスク 新人賞
- 2002年 SBS歌謡大典 本賞
- 2002年 第17回ゴールデンディスク賞 本賞
- 2003年 KBS歌謡大賞 本賞
- 2003年 KM-TVコリア・ミュージックアワード 今年の歌手賞
- 2003年 SBS歌謡大典 本賞
- 2003年 第18回ゴールデンディスク 本賞
- 2004年 SBS歌謡大典 本賞
- 2004年 KBS歌謡大賞 本賞
- 2004年 第15回ソウル歌謡 本賞
- 2010年 サイワールド・デジタルミュージックアワード名誉の殿堂
- 2012年 韓日交流総合展知識経済部表彰状
- 2012年 陸軍参謀総長賞
- 2012年 国防部長官賞
- 2014年 ゴールデンチケットアワード　チケットパワー賞受賞
- 2017年 Melon　ミュージックアワード　ステージオブザイヤー賞受賞
- 2019年 第3回韓国ミュージカルアワード　主演男優賞